# Vjačeslavs Ževņerovičs
Vjačeslavs Ževņerovičs (in russo Вячеслав Жевнерович?, Vjačeslav Ževnerovič; 18 agosto 1967) è un ex calciatore lettone, di ruolo attaccante.

## Carriera

### Club
Cominciò la sua carriera nel 1985 col Ķīmiķis, club che disputava i tornei statali lettoni, in seguito noto come Celtnieks Daugavpils. Nel 1989 disputò la Vtoraja Liga, terza serie del campionato russo, con il Zveynieks Liepāja, totalizzando 20 presenze. Tornato al Celtnieks Daugavpils nel 1990, nel 1991 vinse la Coppa di Lettonia si laureò capocannoniere del campionato statale lettone con 27 reti. Ripeté l'expoloit l'anno seguente, in quello che fu il primo campionato lettone post indipendenza, giocando per il VEF Riga.
Nel 1993 e nel 1994 giocò per l'Auseklis; nel 1995 con il fallimento del club, passò al Vilan-D, nuova squadra di Daugavpils. All'inizio del 1996 andò in Finlandia firmando per il TPV, ma già a luglio tornò in patria dopo aver giocato solo due gare in Ykkönen, seconda serie finlandese. Si accasò nuovamente al Vilan-D che nel frattempo aveva cambiato nome in Dinaburg.
Dopo appena sei mesi cambiò nuovamente squadra, andando al Valmiera, con cui rimase fino al 1998. Chiuse la carriera in 1. Līga con la maglia dello Zibens/Zemessardze, vincendo l'edizione 2000.

### Nazionale
L'unica presenza in nazionale risale alla gara di Coppa del Baltico 1992 contro la Lituania in cui Ževņerovičs giocò solo il primo tempo, venendo sostituito da Aleksejs Semjonovs.

## Statistiche

### Cronologia presenze e reti in nazionale
| Cronologia completa delle presenze e delle reti in nazionale ― Lettonia | Cronologia completa delle presenze e delle reti in nazionale ― Lettonia | Cronologia completa delle presenze e delle reti in nazionale ― Lettonia | Cronologia completa delle presenze e delle reti in nazionale ― Lettonia | Cronologia completa delle presenze e delle reti in nazionale ― Lettonia | Cronologia completa delle presenze e delle reti in nazionale ― Lettonia | Cronologia completa delle presenze e delle reti in nazionale ― Lettonia | Cronologia completa delle presenze e delle reti in nazionale ― Lettonia |
| Data                                                                    | Città                                                                   | In casa                                                                 | Risultato                                                               | Ospiti                                                                  | Competizione                                                            | Reti                                                                    | Note                                                                    |
| ----------------------------------------------------------------------- | ----------------------------------------------------------------------- | ----------------------------------------------------------------------- | ----------------------------------------------------------------------- | ----------------------------------------------------------------------- | ----------------------------------------------------------------------- | ----------------------------------------------------------------------- | ----------------------------------------------------------------------- |
| 12-7-1992                                                               | Liepāja                                                                 | Lettonia                                                                | 2 – 3                                                                   | Lituania                                                                | Coppa del Baltico 1992                                                  | -                                                                       | 46’                                                                     |
| Totale                                                                  |                                                                         | Presenze                                                                | 1                                                                       |                                                                         | Reti                                                                    | 0                                                                       |                                                                         |

## Palmarès

### Club
- Coppa di Lettonia: 1

Celtnieks Daugavpils: 1991
- 1. Līga: 1

Zibens/Zemessardze: 2000

### Individuale
- Capocannoniere della Virslīga: 2

1991 (27 reti), 1992 (19 reti)